# 2005
2005. је била проста година.

## Догађаји

### Јануар
- 6. јануар — Након судара возова у месту Гранитвил у држави Јужна Каролина у атмосферу је ослобођено око 60 тона хлора.
- 27. јануар — Затвореници који су преживели Холокауст, бивши припадници Црвене армије и лидери више од 40 земаља света, окупили се на шездесетогодишњици ослобођења концентрационог логора у Аушвицу.

### Фебруар
- 10. фебруар — Северна Кореја објавила да поседује нуклеарно оружје.
- 11. фебруар — Рачунарска игра World Of Warcraft пуштена у продају у Европи.
- 14. фебруар — Бивши либански премијер Рафик Харири је убијен када је детониран експлозив поред којег је прошао његов аутомобил, што је покренуло Кедарски револуцију.
- 14. фебруар — Око 60 људи убијено, и више од 200 повређено у пуцњави у Техерану у Ирану.
- 14. фебруар — Основан је Јутјуб, први видео постављен 23. априла.
- 15. фебруар — Ступио је на снагу протокол из Кјота, амандман на међународни споразум о климатским променама.

### Март
- 18. март — На позив министра спољних послова Словеније, Димитрија Рупела, први пут после њеног осамостаљења, у тој земљи боравио председник Србије Борис Тадић.
- 23. март — У пожару и експлозији у рафинерији нафте у Тексас Ситију погинуло је 15 особа.

### Април
- 2. април — У 21:37 часова по централноевропском времену, умро је 264. папа Римо-католичке цркве Јован Павле II.
- 7. април — у Београду потписан споразум о измени Уставне повеље Србије и Црне Горе. Споразум, којим су на неодређени период одложени избори за савезни парламент, потписали високи представник ЕУ Хавијер Солана, председник СЦГ Светозар Маровић, председник Србије Борис Тадић, председник Црне Горе Филип Вујановић и републички премијери Војислав Коштуница и Мило Ђукановић.
- 12. април — Европска комисија дала је позитивну оцену за Студију изводљивости преговора о склапању Споразума о стабилизацији и придруживању Србије и Црне Горе Европској унији.
- 13. април — Европски парламент одобрио је улазак Бугарске и Румуније у Европску унију 1. јануара 2007. године.
- 15. април — На мосту преко реке Тисе, између Зрењанина и Новог Сада, догодила се тешка саобраћајна несрећа када је аутобус фирме „Аутобанат“ слетео са моста и пао у реку. Погинуло више од десет особа, а двадесетак повређено. Председник Србије, Борис Тадић, посетио повређене исте вечери у зрењанинској болници.
- 19. април — Папска конклава Римокатоличке цркве изабрала је Немца Јозефа Рацингера за новог римског папу. Кардинал Рацингер је најстарије изабрани римски папа у задњих сто година. Изабрао је име Бенедикт XVI.
- 22. април — Генерал Небојша Павковић одлучио да се добровољно преда Хашком трибуналу.
  - Википедија:Непознат датум — Банатско село Јаша Томић је под водом после изливања Тамиша из корита. Становништво је евакуисано; и село Међа и друга околна села су угрожена, а у општини Житиште уведене су ванредне мере одбране.
- 23. април — Одржан 18. Београдски маратон, оборено неколико рекорда.
- 26. април — Сирија је под међународним притиском повукла последњу групу од некадашњих 14.000 војника стационираних у Либану, окончавши тако 29-годишње уплитање у унутрашње прилике у тој земљи.
- 27. април — Ербас А380 обавио је свој први лет и заменио је Боинг 747, као највећи путнички авион на свету.

### Мај
- 19. мај — У Кијеву одржано полуфинале 50. Песме Евровизије. У финале 21. маја пласирале су се: Данска, Израел, Летонија, Мађарска, Македонија, Молдавија, Норвешка, Румунија, Хрватска и Швајцарска.
- 21. мај — У финалу 50. Песме Евровизије у Кијеву убедљиво победила представница Грчке Хелена Папаризу са песмом My number one.

### Јун
- 1. јун — У Хашком трибуналу приказани делови трочасовног филма на коме се види убиство шесторице Бошњака од стране паравојне јединице „Шкорпиони“. Јавност у Србији узбуркана.
- 5. јун — На такмичењу Miss world за најлепшу жену света изабрана Канађанка руског порекла Наталија Глебова. Галерију слика види овде
- 13. јун — Популарни амерички певач Мајкл Џексон у Калифорнији проглашен недужним по свим оптужбама.
- 13. јун — Немачка електро-поп група “Крафтверк” одржала концерт на стадиону Ташмајдан у Београду, у оквиру велике светске турнеје.
- 14. јун — Јамајканац Асафа Пауел поставља нови светски рекорд од 9,77 секунди у дисциплини 100m спринт.
- 19. јун — Бриселски самит Европске уније на којем је требало да буде договорен буџет ЕУ за 2007–2013 завршен потпуним колапсом, због непомирљивих ставова око Заједничке пољопривредне политике. Унија у дубокој политичкој кризи.
- 27. јун — ФК Железник Београд се спаја са Вождовцем.
- 28. јун — Састав Бијело дугме одржао концерт на Хиподрому у Београду пред 200.000 посетилаца. Озвучење заказало разочаравши многе; галерију слика види овде.

### Јул
- 6. јул — Драган Стојковић изабран за председника фудбалског клуба Црвена звезда.
  - Википедија:Непознат датум — Домаћин Летњих олимпијских игара 2012. биће Лондон, саопштио је председник Међународног олимпијског комитета Жак Рог.
- 7. јул — У терористичким нападима у Лондону на возовима Лондонског метроа и једном аутобусу погинуло је 56 особа.
- 11. јул — Обележена десета годишњица масакра у Сребреници.
- 24. јул — Ленс Армстронг осваја седми узастопни Тур де Франс и потврђује своје "пензионисање" у бициклизму.
- 30. јул — Ватерполо репрезентација Србије и Црне Горе постала је светски шампион. Ватерполисти СЦГ су у финалу Светског првенства у Монтреалу победили репрезентацију Мађарске резултатом 8:7.

### Август
- 2. август — Авион Ер Франса, Ер Франс лет 358 је слетео са писте у Торонту, Канада. Сви путници су преживели несрећу а авион је тотално изгорео.
- 14. август — Кипарски Боинг 737 компаније Хелиос ервејз срушио се крај Атине. Погинуло 121 путника и чланова посаде.
- 16. август — Колумбијски авион са 152 путника срушио се у северозападном делу Венецуеле. Према подацима спасилачких екипа, нема преживелих.
- 28. август — Албански терористи убили двојицу српских младића крај косовског места Штрпце.
- 29. август — Ураган Катрина погодио јужни део САД, узроковавши велике штете у Њу Орлеансу.
- 30. август — Већи део америчког града Њу Орлеанса потопљено након налета урагана Катрине
- 31. август — У стампеду шиитских верника у Багдаду 635 мртвих.

### Септембар
- 11. септембар — Победом над Шпанцима, одбојкашка репрезентација Србије и Црне Горе освојила бронзану медаљу на европском првенству у одбојци.
- 25. септембар — Грчка је постала првак Европе у Београду, поставши тако прва земља која је истовремено првак старог континента у фудбалу и кошарци.
- 29. септембар — У Купу УЕФА Црвена звезда играла нерешено с португалском Брагом у Браги 1:1 и тиме се пласирала у лигу Куп УЕФА, а Партизан је на свом стадиону претрпео тежак пораз од Макабија из Петах Тикве: 2:5 тако да је елиминисан из овог такмичења.

### Октобар
- 1. октобар — У експлозијама на индонежанском острву Балију 22 мртвих.
- 3. октобар — ЕУ одобрила преговоре са СЦГ - Министри иностраних послова Европске уније одобрили су у Луксембургу Европској комисији да почне са СЦГ преговоре о Споразуму о стабилизацији и придруживању.
- 4. октобар — Ураган Стан погодио Средњу Америку убивши преко хиљаду људи.
- 5. октобра — Након изгубљених избора те бурних и насилних протеста више стотина хиљада грађана, окончана је у СР Југославији тринаестогодишња владавина режима Слободана Милошевића — облетница.
- 8. октобар — Потрес у Кашмиру 2005.
- 12. октобар —
  - Википедија:Непознат датум — Друга кинеска свемирска летелица са људском посадом Шенжу 6 лансирана са два астронаута у петодневну орбиту око земље.
  - Википедија:Непознат датум — Фудбалска репрезентација Србије и Црне Горе пласирала се на Светско првенство у фудбалу 2006 победом над репрезентацијом Босне и Херцеговине у Београду са 1:0.
- 22. октобар — 117 мртвих у паду авиона Боинг 737 у Нигерији.

### Новембар
- 10. новембар — Италијанска телевизија РАИ изнела оптужбу како су америчке снаге убиле стотине цивила хемијским оружјем бели фосфор у Фалуџи током операције Фантомски бес у новембру 2004.
- 11. новембар — Боинг 777-200ЛР поставио нови светски рекорд у дужини комерцијалног лета, летећи 21.601 km од Хонгконга, преко Тихог океана, Сједињених држава и Атлантика до Лондона.
- 21. новембар — Савет министара Европске уније одобрио почетак преговора о склапању Споразума о стабилизацији и придруживању са Босном и Херцеговином.
- 22. новембар — Савезни парламент Немачке данас је Ангелу Меркел из Хришћанско-демократске уније изабрао за прву канцеларку те земље.
- 30. новембар — Хашки трибунал ослободио свих оптужби припаднике некадашње ОВК Фатмира Љимаја и Исака Муслиуа, а Харадина Баљаја прогласио кривим по три тачке оптужнице и осудио на 13 година затвора.

### Децембар
- 6. децембар — Ирански војни транспортни авион Ц-130 срушио се на зграде у главном граду Ирана Техерану, убивши преко 100 људи.
- 8. децембар — Бивши хрватски генерал и хашки оптуженик Анте Готовина ухапшен на Канарским острвима.
- 10. децембар — На Мондијалу у Немачкој 2006. године селекција Србије и Црне Горе играће у групи Ц са Аргентином, Обалом Слоноваче и Холандијом.
- 17. децембар — Шефови држава или влада 25 земаља ЕУ-а одобрили су Македонији статус кандидата за чланство, на датум за отварање приступних преговора нису одредили.
- 21. децембар — Садам Хусеин изјавио на свом суђењу како га амерички војници муче и туку у затвору.
- 22. децембар —
  - Википедија:Непознат датум — Ево Моралес прогласио победу на председничким изборима у Боливији. Победом је постао најновији левичар на челу једне јужноамеричке државе.
  - Википедија:Непознат датум — У Њујорку окончан масовни штрајк градских превозника после тродневне блокаде овог вишемилионског града.
- 24. децембар — Афричка држава Чад је званично утврдила постојање ратног стања са суседним Суданом због подршке Судана побуњеницима у Чаду. Изричито се наводи, да се не ради о објави рата
- 26. децембар — У Санкт Петербургу на десетине лица отровано непознатим гасом у једном супермаркету.
- 28. децембар — Истакнути драмски уметник Стево Жигон изненада преминуо у својој 80. години живота.
- 29. децембар — Влада Републике Србије једногласно донела одлуку да одузме лиценцу Мобтелу за обављање телекомуникационих делатности.

## Рођења

### Април
- 17. април — Зорана Мићановић, српска певачица

### Мај
- 2. мај — Јан Карло Симић, српски фудбалер[1]
- 3. мај — Максвел Џенкинс, амерички глумац[2]

### Јул
- 5. јул — Сомбр, амерички певач
- 11. јул — Јован Мијатовић, српски фудбалер[3]
- 17. јул — Тeoдор Харалдсон, шведски певач
- 26. јул — Ангелина Топић, српска атлетичарка (скок увис)[4]

### Август
- 10. август — Никола Топић, српски кошаркаш[5]

### Октобар
- 14. октобар — Јован Шљивић, српски фудбалер[6]

### Децембар
- 16. децембар — Коста Недељковић, српски фудбалер[7]

## Смрти
- 2. јануар — Едо Муртић, хрватски сликар. (*1921)
- 13. јануар — Миодраг Поповић Деба, српски глумац (*1928)
- 15. јануар — Викторија де лос Анхелес, каталонска оперска певачица. (*1924)[8]
- 26. јануар — Аленка Ранчић, српска глумица(*1935)[9]
- 29. јануар — Ефраим Кишон, израелски књижевник и редитељ (*1924)
- 29. јануар — Жика Митровић, српски филмски режисер и сценариста. (*1921)[10]

### Фебруар
- 9. фебруар — Милован Илић Минимакс, српски телевизијски и радијски новинар (*1938)
- 22. фебруар — Младен Делић, спортски коментатор (*1919)

### Март
- 3. март — Ринус Михелс, холандски фудбалски тренер и фудбалер (*1928)
- 12. март — Милорад Васовић, српски географ (*1925)
- 21. март — Стојан Церовић, новинар и психолог. (*1949)
- 22. март — Кензо Танге, јапански архитекта (*1913)
- 30. март — Мирослав Беловић, позоришни редитељ. (*1927)

### Април
- 2. април:
  - Папа Јован Павле II, римски папа 1978-2005. (*1920)[11]
  - Душанка Динић Кнежевић, српска и историчарка. (*1935)
- 5. април — Сол Белоу, амерички писац и нобеловац за 1976. (*1915)
- 7. април — Александар Деспић, српски хемичар и технолог, председник САНУ 1994-1998. (*1927)
- 13. април — Никола Љубичић, српски политичар и генерал. (*1916)
- 20. април — Драгослав Марковић, српски политичар. (*1920)

### Мај
- 17. мај — Пјеро Дорацио, италијански сликар (*1927)[12]

### Јун
- 3. јун — Радомир Белаћевић, српски редитељ и сценариста (*1929)[13]
- 4. јун — Миља Вујановић, српска глумица и астролог (*1945)[14]
- 11. јун — Гена Димитрова, бугарска оперска певачица (*1941)
- 20. јун — Џек Килби, амерички инжењер. (*1923)[15]

### Јул
- 17. јул — Љиљана Контић, српска глумица.(*1931)[16]
- 22. јул — Драгош Калајић, српски сликар и новинар (*1943)[17]
- 29. јул — Миле Лојпур, српски рокер и гитариста (*1930)

### Август
- 16. август — Миша Павић, српски фудбалер. (*1921)
- 21. август — Бранко Цига Миленковић, српски глумац (*1931)[18]
- 25. август — Давор Бобић - Москри, српски репер. (*1977)
- 31. август — Соња Хлебш, српска глумица (*1927)[19]

### Септембар
- 20. септембар — Симон Визентал, борац против нацизма (*1908)[20]

### Октобар
- 10. октобар — Новица Блажић, српски математичар (*1959)
- 24. октобар — Роза Паркс, афро-америчка активисткиња за људска права (*1913)[21]
- 27. октобар — Богосав Живковић, вајар и наивни сликар. (*1920)
- 28. октобар — Љуба Тадић, један од највећих српских глумаца (*1929)[22]

### Децембар
- 6. децембар — Шарли Гол, луксембуршки бициклиста. (*1932)[23]
- 25. децембар — Петар Денковачки, српски схиархимандрит и игуман (*1925)
- 28. децембар — Стево Жигон, доајен српског глумишта и режисер (*1926)[24]

## Нобелове награде
- Физика — Рој Џ. Глобер, Џон Л. Хол и Теодор В. Хенш
- Хемија — Ив Шовен, Роберт Х. Грабс и Ричард Р. Шрок
- Медицина — Бери Џ. Маршал и Џ. Робин Ворен
- Књижевност — Харолд Пинтер
- Мир — Међународна агенција за атомску енергију и Мухамед Ел Барадеј
- Економија — Роберт Ј. Ауман и Томас К. Шелинг